# 愛はピカピカ
「愛はピカピカ」（あいはピカピカ）は、1999年12月18日に発売された加藤和彦のソロ名義による14枚目のシングル。加藤にとって初のゲーム音楽のシングルで、生前に一般販売された最後のシングルとなった。

## 解説
「愛はピカピカ」は1999年11月に発売された、ピングーを主人公とするPlayStationゲームソフト、「fun! fun! Pingu 〜ようこそ南極へ〜」のエンディング・テーマとして制作され、加藤にとって初めてとなるマキシシングルの形態で発売された。歌詞は三浦徳子が手がけた。三浦は1977年に加藤が高田みづえに提供した「DÔMO DÔMO」で作詞家としてのデビュー以後、90年代にかけてしばしば加藤とコンビを組んだ。サウンド面ではスカが導入され、カップリング曲には同曲のリミックス・ヴァージョンが収録されている。このヴァージョンではイントロのドラムがカットされ、中間のキーボード・ソロがギター・ソロに、アウトロのサックス・ソロがキーボード・ソロに変更されるなどの差異が見られる。
なお、「愛はピカピカ」は上記ゲームソフトとシングルCDのみの発売で、アルバム未収録。

## アートワーク
ジャケットにはピングーのイラストが使用されている。

## 収録曲
| 全作詞: 三浦徳子、全作曲・編曲: 加藤和彦。 |                                                                     |          |            |      |
| #                                          | タイトル                                                            | 作詞     | 作曲・編曲 | 時間 |
| 1.                                         | 「愛はピカピカ」(加藤和彦 - ヴォーカル)                             | 三浦徳子 | 加藤和彦   | 4:53 |
| 2.                                         | 「愛はピカピカ（リミックス・ヴァージョン）」(加藤和彦 - ヴォーカル) | 三浦徳子 | 加藤和彦   | 5:01 |
| 3.                                         | 「愛はピカピカ（カラオケ・ヴァージョン）」                          | 三浦徳子 | 加藤和彦   | 4:53 |
| 合計時間:                                  | 合計時間:                                                           | 14:47    |            |      |

## クレジット
オリジナル・シングルCDに基づく。
- All songs are composed and arranged by Kazuhiko Kato
- A&R direction  –  Akira Sudo
- Creative Director  –  Keiko Yamanaka
- Recording and Mixing Engineer  –  Takeshi Tanaka
- Recording and Mixing Studio  –  Kazuhiko Kato Studio Karuizawa
- Mastering Engineer  –  Mitsukazu Tanaka
- Mastering Studio  –  Sony Music Shinanomachi Studio
- Promotion and Marketing  –  Kenichi Naito, Misako Shirasaki
- Artist Management  –  Smile Co.,Ltd
- Package Design  –  Koji Matsuhashi (SMC), Eiko Hara (bishop)
- Special thanks to
  - PINGU
  - Sony Creative Products Inc. PINGU-TEAM
  - Kenji Mizuochi, Atsushi Ohtsu (Smile Co.,Ltd)